# Křesťanská teologická akademie ve Varšavě
Křesťanská teologická akademie ve Varšavě (pol. Chrześcijańska Akademia Teologiczna w Warszawie) je veřejná vysoká škola teologického zaměření ve Varšavě.
Založena byla roku 1954. Sloužila jako teologická akademie evangelíků a starokatolíků (od roku 1957 i pravoslavných) v Polské lidové republice. Roku 2012 byla vedle teologické fakulty utvořena pedagogická fakulta (roku 2019 přejmenovaná na fakultu společenských věd).

## Rektoři
- 1954–1965 – Wiktor Niemczyk
- 1965–1981 – Woldemar Gastpary
- 1981–1987 – Jan Bogusław Niemczyk
- 1987–1990 – Jerzy Gryniakow
- 1990–1996 – Wiktor Wysoczański
- 1996–2002 – Jeremiasz Jan Anchimiuk
- 2002–2008 – Wiktor Wysoczański
- 2008–2012 – Jeremiasz Jan Anchimiuk
- 2012–2020 – Bogusław Milerski
- 2020 - Jerzy Pańkowski